# Numão (Vila Nova de Foz Côa)
Numão is een plaats (freguesia) in de Portugese gemeente Vila Nova de Foz Côa en telt 311 inwoners (2001).